# اس‌تی‌اس-۶۱-جی
اس‌تی‌اس-۶۱-جی(به انگلیسی: STS-61-G) یک مأموریت شاتل فضایی ایالات متحده بود که قرار بود در تاریخ ۲۰ مه ۱۹۸۶ با استفاده ازفضاپیمای آتلانتیس پرتاب شود. هدف اصلی این مأموریت پرتاب فضاپیمای گالیله به سمت مشتری بود اما پس از فاجعه چلنجر  این ماموریت لغو شد. 